# І-52 (мінний загороджувач)
І-52 — українська інженерна машина для дистанційного встановлення мін. Розроблена і побудована на Крюківському вагонобудівному заводі.

## Принцип роботи
І-52 призначений для дистанційного постановки мінних полів, які складаються з протипіхотних і протитанкових мін. Мінний загороджувач забезпечує постановку мінних полів за будь-яких погодних і кліматичних умов у будь-який час доби, в інтервалі температур від мінус 45 °C до плюс 45 °C, а також на місцевості з нахилом до 15 град. (підйоми, спуски, узгір’я). Окрім того, техніка забезпечує ще й встановлення одно- та двосмугових мінних полів накиданням у процесі руху, мінування окремих ділянок при зупинці шляхом автоматичного послідовного відстрілу мін з касет, розташованих в спеціальних контейнерах, встановлених на легкому багатоцільовому шасі МТ-ЛБу.
І-52 містить у собі багатоцільове шасі МТ-ЛБу і відповідне обладнання, а саме:
- пульт керування мінуванням, встановленого у відділенні керування;
- блок контейнерів для транспортування і відстрілу мін з касет;
- механізм підйому блока контейнерів із транспортного положення у робоче;
- механізм розсування контейнерів;
- механізм повороту блока контейнерів.

## Технічні характеристики[2]
| Максимальна транспортна швидкість з повним комплектом вантажу, км/год.               | 61,5                                             |
| Запас ходу за паливом, км                                                            | 500                                              |
| Експлуатаційна маса з повним комплектом вантажу, кг                                  | 16000                                            |
| Габаритні розміри в транспортному положенні, мм: — довжина — ширина — висота         | 7210 3450 2200                                   |
| Габаритні розміри у робочому положенні, мм: — довжина — ширина — висота              | 7210 3450 3300                                   |
| Екіпаж, осіб                                                                         | 2                                                |
| Тип установлюваних мінних полів                                                      | протипіхотні, протитанкові або змішані           |
| Кількість смуг (рядів) мінного поля, установлюваного за одне проходження машини, шт. | 1 або 2                                          |
| Швидкість руху при мінуванні, км/год.                                                | від 10 до 40                                     |
| Типи установлюваних мін                                                              | ПФМ-1, ПФМ-1С, КСО-1, ПОМ-1, ПОМ-2, ГТМ-1, ПТМ-3 |
| Спосіб встановлення мін                                                              | викидання відстрілом з касет                     |
| Кількість контейнерів, шт.                                                           | 2                                                |
| Кількість касет в одному контейнері, шт.                                             | 90                                               |
| Кут повороту контейнерів в горизонтальній площині, град.                             | 360                                              |
| Кут встановлення касет в контейнерах у вертикальній площині (кут підіймання), град.  | 50                                               |
| Час переведення спорядженої машини із транспортного положення у робоче, хв.          | не більше 5                                      |
| Час перезарядження боєкомплекту, хв. — екіпажем — силами саперного відділення        | 120 20                                           |

## На озброєнні
Україна: Даний комплекс перебуває у розпорядженні в/ч А3814 12-го інженерного полку, який дислокується в м. Новоград-Волинський Житомирської області.